# Memórias Anos 80 & 90
Memórias Anos 80 & 90 é o terceiro álbum de estúdio da dupla César Menotti & Fabiano, lançado em 21 de julho 2014 pela Som Livre.

## Antecedentes e produção
Há algum tempo a dupla desejava gravar um álbum com canções que ajudaram a formar a sua identidade musical, finalmente realizado com esse novo trabalho, em que interpretam grandes sucessos da música sertaneja das décadas de 80 e 90. O álbum teve uma avaliação bastante positiva, pelas músicas escolhidas para regravação, fugindo das mesmas de sempre, sendo que algumas causaram surpresa por raramente serem lembradas e a fidelidade dos arranjos aos originais. A produção esteve a cargo de Gabriel Jacob, que já trabalhou com grandes nomes do gênero, conferindo ao álbum um clima e identidade próprios das décadas homenageadas. Além do lançamento em CD e plataformas de streaming, houve também uma edição limitada em LP, de 400 cópias.

## Lista de Faixas

### CD
| Memórias Anos 80 |                                                               |                                              |         |  |
| N.º              | Título                                                        | Compositor(es)                               | Duração |  |
| 1.               | "Memórias"                                                    | Fátima Leão Matogrosso                       | 3:07    |  |
| 2.               | "Chora Peito / Ausência"                                      | [a]                                          | 3:52    |  |
| 3.               | "Espinhos da Vida / Pedaço de Minha Vida" (part. Tio Alalino) | Matogrosso, J.K. Filho / Mathias, Nascimento | 3:17    |  |
| 4.               | "Meus Pedaços"                                                | Carlos Randall Roberta Miranda               | 3:31    |  |
| 5.               | "De Igual Pra Igual"                                          | R. Miranda Matogrosso                        | 3:10    |  |
| 6.               | "Fim de Noite"                                                | Antônio Navarro Gomes Compadre Lima Juliano  | 3:56    |  |
| 7.               | "Seu Amor Ainda é Tudo / Ainda Ontem Chorei de Saudade"       | Moacyr Franco[a]                             | 3:17    |  |
| 8.               | "Deixa Eu Te Amar, Por Favor"                                 | F. Leão Felipe                               | 3:36    |  |
| 9.               | "Esperando Você Chegar / São Tantas Coisas"                   | R. Miranda[a]                                | 3:33    |  |
| 10.              | "Sonhei Com Você"                                             | José Rico Vicente Dias                       | 4:12    |  |
| 11.              | "Camisa Branca" (part. Tia Neiva)                             | Paraíso Vicente P. Machado                   | 2:38    |  |
| 12.              | "Pedacinhos"                                                  | C. Randall                                   | 3:39    |  |
| 13.              | "No Rancho Fundo"                                             | Ary Barroso Lamartine Babo                   | 4:07    |  |
| 14.              | "Filho Pródigo"                                               | Nil Bernardes Luiz Ribeiro Toni Temple       | 3:26    |  |
| Duração total:   | Duração total:                                                | Duração total:                               | 49:21   |  |

| Memórias Anos 90 |                                         |                                                                          |         |  |
| N.º              | Título                                  | Compositor(es)                                                           | Duração |  |
| 1.               | "Hoje Eu Sei / Preciso Te Encontrar"    | Rick, Alexandre / Joel Marques, Ivone Ribeiro                            | 3:29    |  |
| 2.               | "Outra Vez Por Amor"                    | C. Randall Danimar                                                       | 3:32    |  |
| 3.               | "Faz Ela Feliz / Você Ainda Vai Voltar" | Maracaí, J. Marques / César Augusto                                      | 3:47    |  |
| 4.               | "Nuvem de Lágrimas"                     | Paulo Debétio Paulinho Rezende                                           | 4:01    |  |
| 5.               | "Leão Domado"                           | Adir Paiva Antônio José                                                  | 3:04    |  |
| 6.               | "Me Mata de Uma Vez"                    | Ronaldo Adriano Neno Nilza Carvalho                                      | 2:30    |  |
| 7.               | "Cara Ou Coroa (A Cara o Cruz)"         | Carlos Villa de La Torre Alejandro Monroy Fernandez Versão: Carlos Colla | 3:00    |  |
| 8.               | "De Carona com a Saudade"               | R. Adriano Lindomar Castilho                                             | 3:14    |  |
| 9.               | "Brincar de Ser Feliz"                  | Maria da Paz Nino                                                        | 3:14    |  |
| 10.              | "Talismã"                               | Michael Sullivan Paulo Massadas                                          | 3:46    |  |
| 11.              | "Diz Pra Mim / Só Quem Amou Demais"     | Nando Cordel / F. Leão, Alexandre, Netto                                 | 3:49    |  |
| 12.              | "Amanhã"                                | Gene Araújo Joran                                                        | 3:44    |  |
| 13.              | "Tranque a Porta e Me Beija"            | F. Leão Zezé Di Camargo                                                  | 2:53    |  |
| 14.              | "O Último Julgamento"                   | Léo Canhoto                                                              | 3:41    |  |
| Duração total:   | Duração total:                          | Duração total:                                                           | 47:44   |  |

Nota
- ↑[a] Indica mesmos compositores para as canções

### LP

#### Memórias Anos 80
| Lado A         |                               |         |  |
| N.º            | Título                        | Duração |  |
| 1.             | "Chora Peito / Ausência"      | 3:52    |  |
| 2.             | "De Igual Pra Igual"          | 3:10    |  |
| 3.             | "Deixa Eu Te Amar, Por Favor" | 3:36    |  |
| 4.             | "Meus Pedaços"                | 3:31    |  |
| 5.             | "Sonhei Com Você"             | 4:12    |  |
| 6.             | "Pedacinhos"                  | 3:39    |  |
| Duração total: | Duração total:                | 22:00   |  |

| Lado B         |                                                               |         |  |
| N.º            | Título                                                        | Duração |  |
| 1.             | "Esperando Você Chegar / São Tantas Coisas"                   | 3:33    |  |
| 2.             | "Espinhos da Vida / Pedaço de Minha Vida" (part. Tio Alalino) | 3:17    |  |
| 3.             | "Filho Pródigo"                                               | 3:26    |  |
| 4.             | "Fim de Noite"                                                | 3:56    |  |
| 5.             | "Memórias"                                                    | 3:07    |  |
| 6.             | "Seu Amor Ainda é Tudo / Ainda Ontem Chorei de Saudade"       | 3:17    |  |
| Duração total: | Duração total:                                                | 20:36   |  |

#### Memórias Anos 90
| Lado A         |                                      |         |  |
| N.º            | Título                               | Duração |  |
| 1.             | "Hoje Eu Sei / Preciso Te Encontrar" | 3:29    |  |
| 2.             | "Outra Vez Por Amor"                 | 3:32    |  |
| 3.             | "Cara Ou Coroa (A Cara o Cruz)"      | 3:00    |  |
| 4.             | "Talismã"                            | 3:46    |  |
| 5.             | "Brincar de Ser Feliz"               | 3:14    |  |
| 6.             | "O Último Julgamento"                | 3:41    |  |
| Duração total: | Duração total:                       | 20:42   |  |

| Lado B         |                                         |         |  |
| N.º            | Título                                  | Duração |  |
| 1.             | "Leão Domado"                           | 3:04    |  |
| 2.             | "Me Mata de Uma Vez"                    | 2:30    |  |
| 3.             | "Nuvem de Lágrimas"                     | 4:01    |  |
| 4.             | "Diz Pra Mim / Só Quem Amou Demais"     | 3:49    |  |
| 5.             | "Faz Ela Feliz / Você Ainda Vai Voltar" | 3:47    |  |
| 6.             | "Tranque a Porta e Me Beija"            | 2:53    |  |
| Duração total: | Duração total:                          | 20:04   |  |